# Dicke Lippen
Dicke Lippen è un singolo della cantante tedesca Katja Krasavice, pubblicato il 6 aprile 2018.

## Video musicale
Il video musicale è stato reso disponibile in concomitanza con l'uscita del singolo.

## Tracce
Testi di Boris Fleck e Robin Wick, musiche di Boris Fleck.
1. Dicke Lippen – 2:58

## Formazione
- Katja Krasavice – voce
- Stard Ova – produzione

## Classifiche
| Classifica (2018) | Posizione massima |
| ----------------- | ----------------- |
| Austria           | 1                 |
| Germania          | 4                 |
| Svizzera          | 12                |